# Zastava Črne gore
Zastava Črne gore ima rdeče polje z zlato obrobo in grbom Črne gore v središču. Uradno je bila sprejeta 13. julija 2004, ko je bila takratna Republika Črna gora še sestavni del Državne skupnosti Srbija in Črna gora, njena natančna specifikacija pa je bila standardizirana 16. septembra 2004. Zastava se je po osamosvojitvi Črne gore leta 2006 ohranila, opredeljena pa je s 4. členom ustave Črne gore, sprejete leta 2007.